# Rudawka (rejon świsłocki)
Rudawka (biał. Рудаўка, Rudauka; ros. Рудавка, Rudawka) – wieś na Białorusi, w obwodzie grodzieńskim, w rejonie świsłockim, w sielsowiecie Świsłocz, nad Rudawką.

## Historia
Dawniej wieś i majątek ziemski (folwark). W XIX i w początkach XX w. położone były w Rosji, w guberni grodzieńskiej, w powiecie wołkowyskim, w gminie Świsłocz.
W dwudziestoleciu międzywojennym leżała w Polsce, w województwie białostockim, w powiecie wołkowyskim, w gminie Świsłocz. W 1921 wieś liczyła 47 mieszkańców, zamieszkałych w 10 budynkach, wyłącznie Polaków. 34 mieszkańców było wyznania prawosławnego i 13 rzymskokatolickiego. Folwark zaś liczył 7 mieszkańców, zamieszkałych w 1 budynku, wyłącznie Polaków wyznania prawosławnego.
Po II wojnie światowej w granicach Związku Sowieckiego. Od 1991 w niepodległej Białorusi.